# Latrunculi

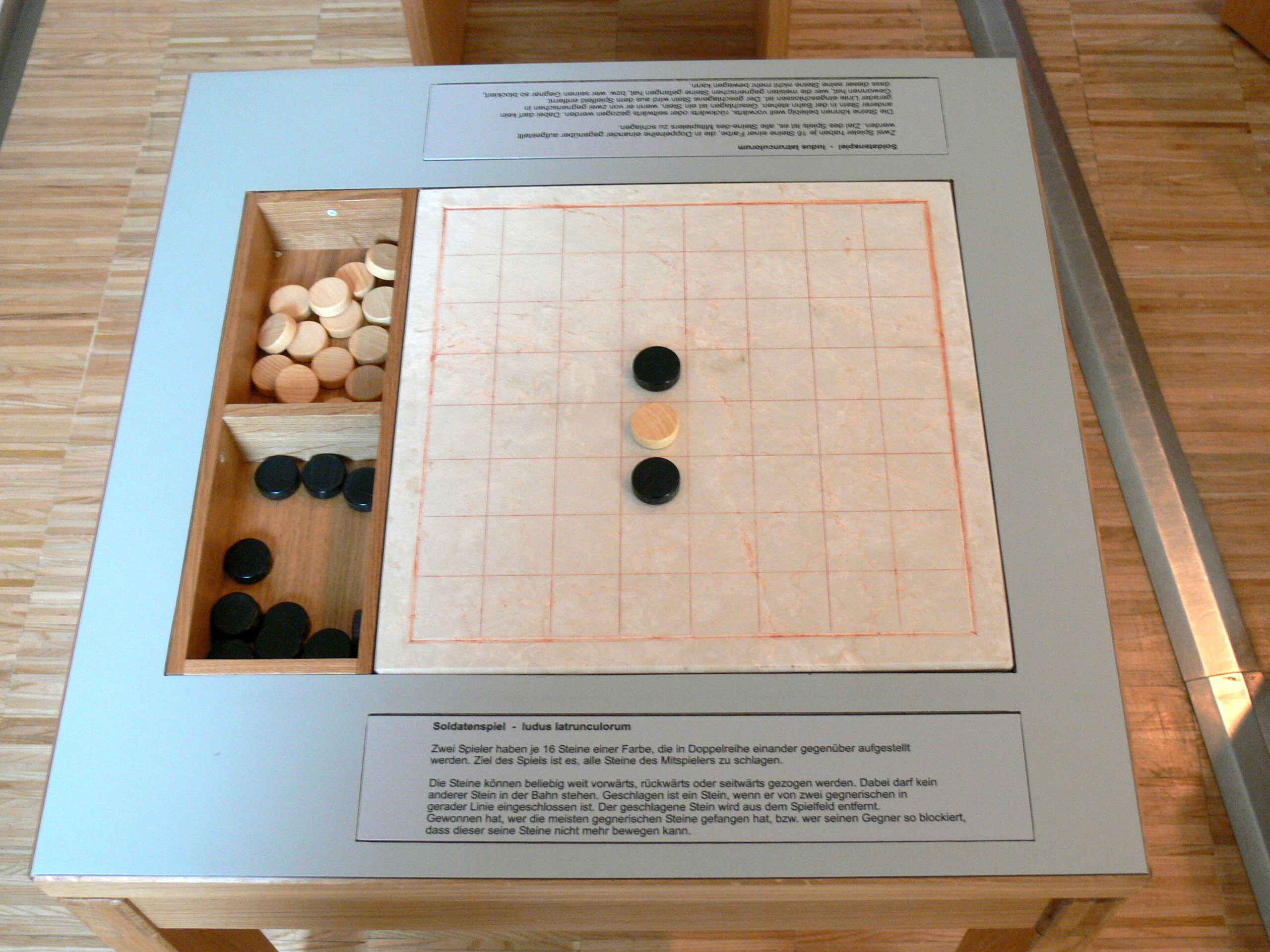
Moderne Rekonstruktion des Spiels im Museum Quintana, Künzing

Latrunculi (lateinisch für „Soldaten“, „Söldner“), auch Ludus latrunculorum oder einfach Latrones, war der Name eines römischen Brettspiels für zwei Personen und wurde ohne Würfel gespielt. Beide Seiten erhielten die gleiche Anzahl an Spielsteinen, die sich farblich voneinander unterschieden. Die Spielsteine besaßen alle die gleiche Wertigkeit. Latrunculi war das verbreitetste und beliebteste Spiel der Römer und wurde vor allem von den Legionären als Zeitvertreib sehr geschätzt. Der lateinische Diminutiv latrunculus von latro bedeutete ursprünglich „Söldner“, „Soldat“ und erlangte erst später die pejorative Bedeutung „Bandit“.
Latrunculi selbst ist keine Erfindung der Römer, sondern stammte von den Griechen, die dieses Spiel Polis (altgriechisch für „Stadt“) nannten.
Zur Zeit des Kaiserreichs waren Glücksspiele in Rom verboten. Da es aber bei Latrunculi einzig und allein auf den Verstand und das Geschick ankam, durfte es auch an öffentlichen Orten gespielt werden. Noch heute finden sich daher zahlreiche Latrunculi-Spielfelder auf den Steinplatten von Plätzen oder Treppenstufen eingeritzt.

## Spielregeln

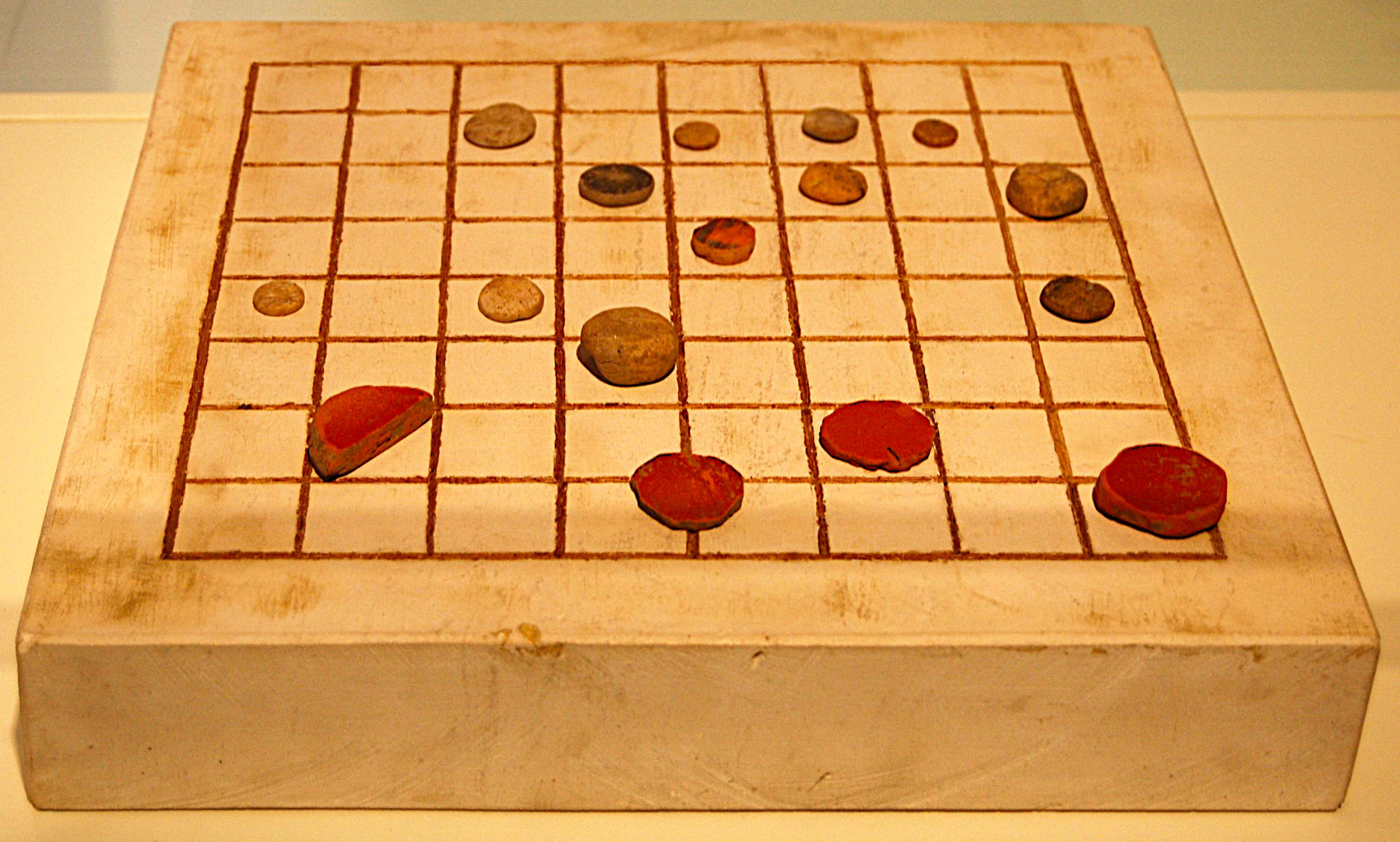
Latrunculi in Complutum (Spanien).

Die Steine werden in je zwei geschlossenen Reihen an den gegenüberliegenden Spielfeldseiten angeordnet.
Beide Spieler ziehen abwechselnd je einen Stein entweder waagerecht oder senkrecht, jedoch nicht diagonal. Das Ziel des Spiels ist es so viele Steine des Gegners wie möglich zu schlagen, solange bis dieser entweder optionslos ist oder keine Steine mehr hat. Um einen Stein zu schlagen, muss er von zwei eigenen umrahmt (sei es vertikal, horizontal oder diagonal) werden.
Es gab keine festgeschriebenen Regeln für Latrunculi, so dass man heute nicht mehr genau nachvollziehen kann, wie das Spiel gespielt wurde. Da es an einem Regelwerk mangelte, spielte man es auch auf verschieden großen Spielfeldern mit 8 mal 7, 8 mal 8 oder 9 mal 10 Feldern.
Lange Zeit schienen die Regeln ganz verloren zu sein, bis sie von dem Historiker Ulrich Schädler, dem Leiter des Schweizer Spielmuseums in La Tour-de-Peilz und Mitherausgeber der Fachzeitschrift Board Game Studies, durch sorgfältiges Quellenstudium weitgehend rekonstruiert werden konnten.

## Verwandte Spiele
Laut Schädler könnte es eine Verbindung geben zum ägyptischen Spiel Seega, auch Ceega und Egyptian Siga. Die Spiele werden zur Spielegruppe Latrunculi oder Petteia zusammengefasst, darunter auch die Schachvariante Shōgi.